# Café Josty

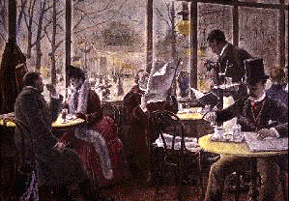
Paul Hoeniger: Im Café Josty, um 1890

Das Café Josty war eine Berliner Konditorei, deren bekannteste Filiale das Künstlercafé am Potsdamer Platz war. Eine Dependance befand sich im Ortsteil Wilmersdorf, eine weitere in Charlottenburg in der Joachimsthaler Straße 44 am Bahnhof Zoo.

## Geschichte
Die Gebrüder Johann und Daniel Josty wanderten Ende des 18. Jahrhunderts aus Sils in der Schweiz nach Berlin aus, wo sie 1796 die Zuckerbäckerei Johann Josty & Co. gründeten. Aus diesem Unternehmen heraus entwickelte sich das Café Josty, das ab mindestens 1812 bestand, zuerst An der Stechbahn 1 (am Berliner Schloss) und schließlich ab 1880 am Potsdamer Platz. Daniel Josty gründete die Josty-Brauerei.
Schon an den früheren Adressen verkehrten im Café Josty Künstler wie Heinrich Heine, Joseph von Eichendorff und die Brüder Grimm, im Kaiserreich auch Theodor Fontane und Adolph Menzel.
Der Schriftsteller und Dichter Heinrich Heine schrieb 1822 in seinen Briefen aus Berlin:
Um 1900 verkaufte die Familie Josty das Café an die Witwe des Gründers des Café Bauer. Das Josty wurde daraufhin modernisiert, behielt aber seinen angestammten Namen. In den 1920er und 1930er Jahren firmierte das Unternehmen unter J. Josty & Co. GmbH, Café und Konditorei.
Eine weitere Filiale bestand in der Kaiserallee 201 (seit 1950: Bundesallee) in Höhe der Trautenaustraße in Berlin-Wilmersdorf. Einer der bekanntesten Romane aus der Zeit der Weimarer Republik, das Kinderbuch Emil und die Detektive von Erich Kästner, spielt in einer wichtigen Szene in dieser Filiale des Café Josty. Kästner verfasste das Buch im Jahr 1929 auch dort, wohnte er zu dieser Zeit doch nur wenige Meter entfernt in der Prager Straße 17.

### Café Josty am Potsdamer Platz

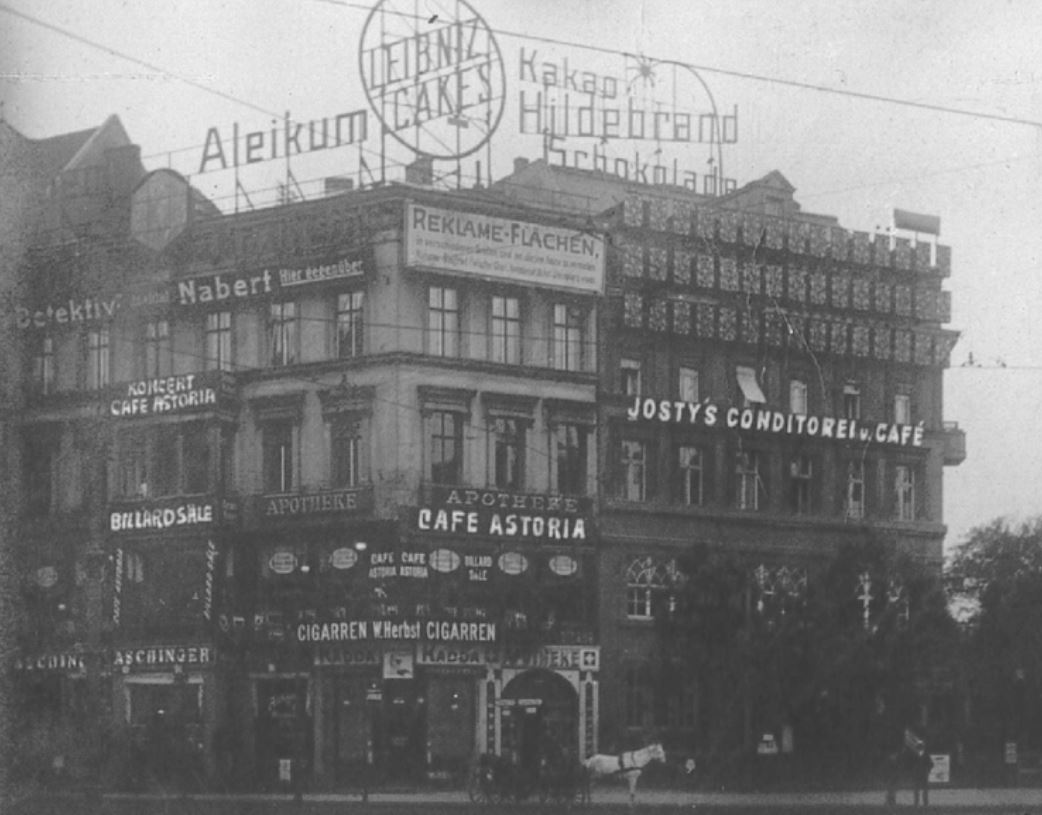
Das Gebäude am Potsdamer Platz mit dem Café Josty und verschiedenen Werbungen, um 1913

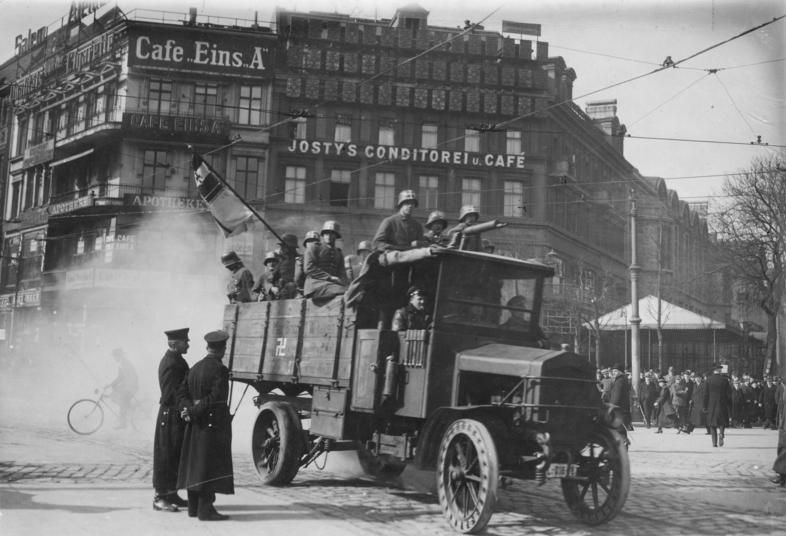
Kapp-Putsch am Potsdamer Platz im März 1920, im Hintergrund das Haus mit dem Café Josty

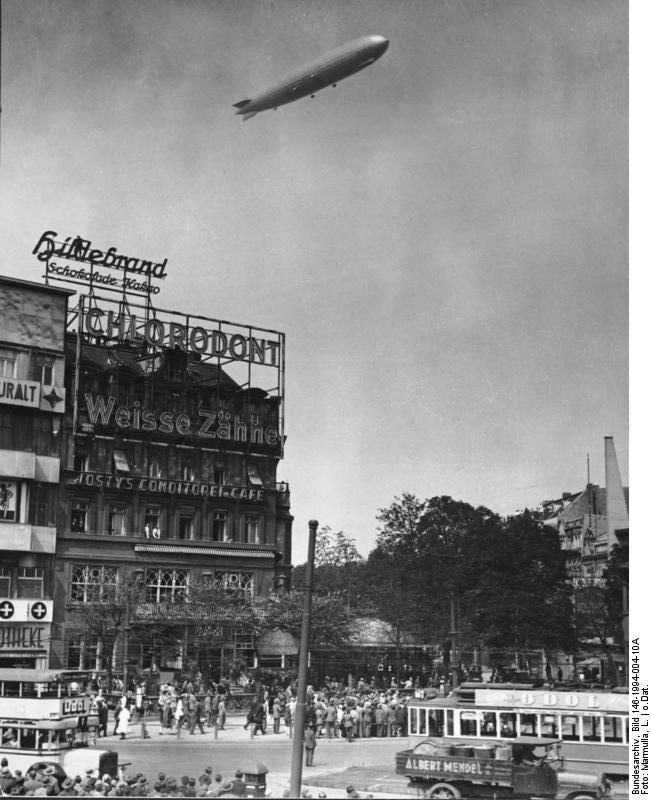
Zeppelin LZ 127 über dem Potsdamer Platz, um 1930. Unten im Bild das Haus mit dem Café Josty

Die Hauptfiliale befand sich im Haus Bellevuestraße 21/22 und ermöglichte vom Café und vom Vorgarten aus einen direkten Blick über den verkehrsreichen Potsdamer Platz in die Leipziger Straße.
Im 20. Jahrhundert wurde das Café Josty zu einem wichtigen Treffpunkt für Künstler, besonders des Expressionismus und der Neuen Sachlichkeit. Sie zog vor allem die Dynamik des Potsdamer Platzes und seine Modernität an. Paul Boldt verewigte den Blick aus dem Café in einem 1912 in der Zeitschrift Die Aktion veröffentlichten Sonett Auf der Terrasse des Café Josty.
Der Potsdamer Platz in ewigem Gebrüll

Vergletschert alle hallenden Lawinen

Der Straßentrakte: Trams auf Eisenschienen,

Automobile und den Menschenmüll.

Die Menschen rinnen über den Asphalt,

Ameisenemsig, wie Eidechsen flink.

Stirne und Hände, von Gedanken blink,

Schwimmen wie Sonnenlicht durch dunklen Wald.

Nachtregen hüllt den Platz in eine Höhle,

Wo Fledermäuse, weiß, mit Flügeln schlagen

Und lila Quallen liegen – bunte Öle;

Die mehren sich, zerschnitten von den Wagen. –

Aufspritzt Berlin, des Tages glitzernd Nest,

Vom Rauch der Nacht wie Eiter einer Pest.

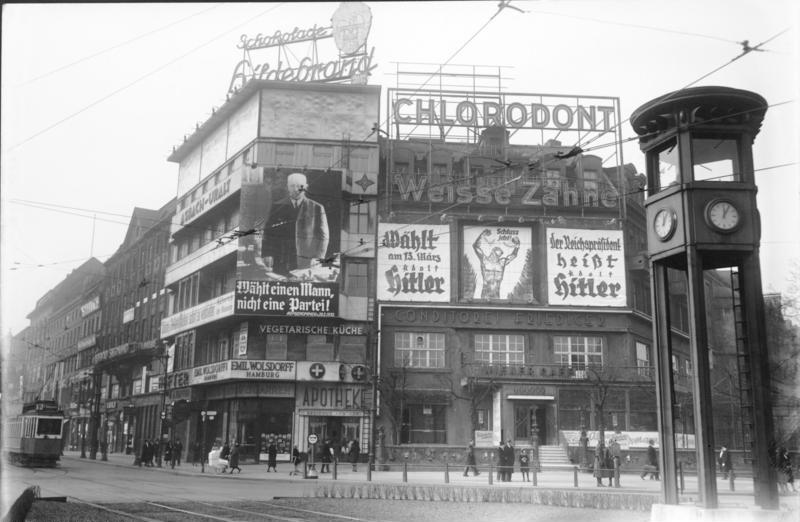
Das Haus mit der Conditorei Friediger während der Reichspräsidentenwahl 1932

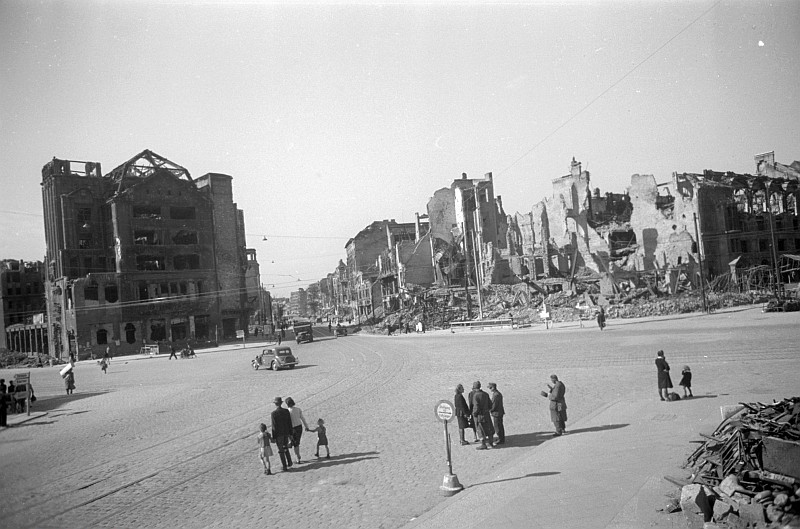
Ruinen am Potsdamer Platz Oktober 1945, rechts die Reste des Gebäudes, in dem sich das Café Josty befand.

Das Gebäude mit dem Café Josty ist auf zahlreichen Ansichtskarten vom Potsdamer Platz zu sehen. Über dem zweiten Obergeschoss war bis 1930 der Schriftzug Josty’s Conditorei u. Café angebracht. Oberhalb des dritten Obergeschosses waren zunächst drei Zeilen mit je 15 Leuchtbuchstaben montiert, ab 1927 für wenige Jahre eine beleuchtete Wanderschriftanlage. Bis spätestens 1930 war die Wanderschriftanlage wieder abgebaut und durch eine große Reklame für Chlorodont Zahnpasta ersetzt. Direkt über dem Café Josty hatte bis 1933 der bekannte Rechtsanwalt Erich Frey seine Kanzlei.
Im März 1930 zog das Café Josty vom Potsdamer Platz in die Friedrich-Ebert-Straße 1 (seit 1947: Ebertstraße) Ecke Lennéstraße, gegenüber der Gartenseite der Grundstücke des Reichskanzler-Palais und des Auswärtigen Amtes.
Der alte Stammsitz am Potsdamer Platz wurde ab Mitte 1930 von der Conditorei Friediger weitergeführt. Bereits 1934/1935 fand ein erneuter Betreiberwechsel zum Kaffee Potsdamer Platz unter Alice Barton statt.
Die Gebäude, in denen sich das Künstlercafé am Potsdamer Platz und in der Friedrich-Ebert-Straße befanden, wurden – wie fast alle Bauten in diesem Bereich – im Zweiten Weltkrieg zerstört.

### Rezeption
In Wim Wenders Film Der Himmel über Berlin von 1987 sucht in einer Szene ein alter Mann den Ort, an dem das Café Josty einst stand, kann ihn jedoch nicht wiederfinden – so umfangreich war die Zerstörung.
Ein 2001 im Sony Center, etwa 200 Meter vom früheren Standort der Hauptfiliale entfernt, eröffnetes Café mit dem Namen Josty enthielt in seinen Räumen den dorthin translozierten „Kaisersaal“ sowie den Frühstückssaal des historischen Grand Hotels Esplanade. Dieses um 2020 geschlossene Restaurant sollte „moderne Gastronomie mit Komfort und nostalgischer Atmosphäre zusammenbringen“, hatte aber außer dem Namen mit dem Café Josty nichts gemein.